# Neottia mucronata
Neottia mucronata är en orkidéart som först beskrevs av Gopinath Panigrahi och Jeffrey James Wood, och fick sitt nu gällande namn av Dariusz Lucjan Szlachetko. Neottia mucronata ingår i släktet näströtter, och familjen orkidéer. Inga underarter finns listade i Catalogue of Life.